# のらくろ

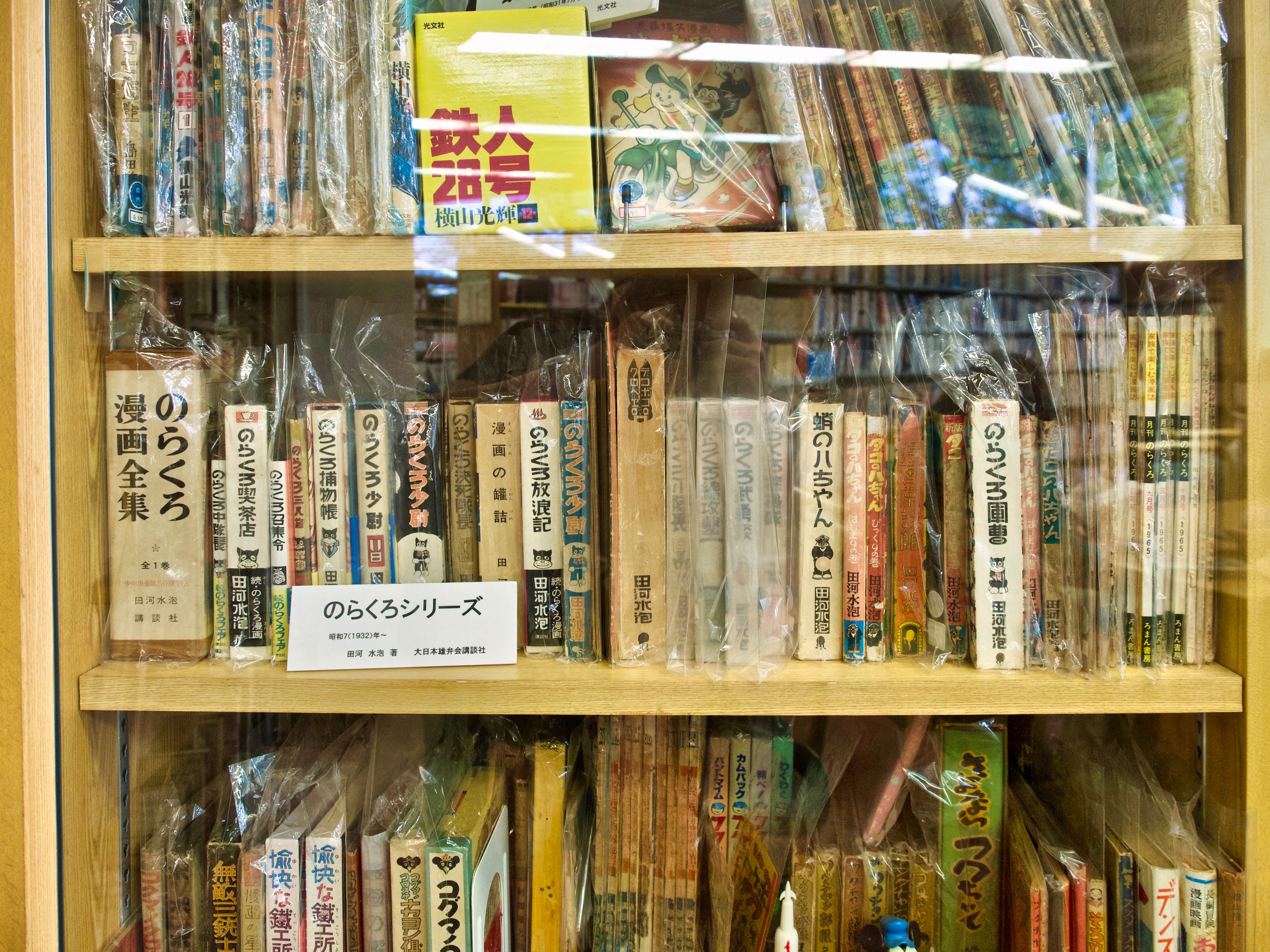
本棚の「のらくろ」シリーズ

『のらくろ』は、田河水泡の作による日本の漫画作品である。
黒犬の野良犬黒吉、通称のらくろを主人公とする。

## 概要
大日本雄辯會講談社（現・講談社）の雑誌『少年倶楽部』にて1931年から連載された。連載のきっかけは、『少年倶楽部』の人気小説『あゝ玉杯に花うけて』の作者である佐藤紅緑が、当時の編集長である加藤謙一に対し、「もっと漫画を載せたらどうか。漫画は家中みんなで読めるし、なにより誌面が明るくなるからね」とアドバイスをしたことにあったという。これをうけて、加藤は田河に漫画作品を依頼。田河は「男の子が好きなものを組み合わせれば人気が出るだろう」と、「犬」と「軍隊」をモチーフとした作品を考案したと述べている。のらくろの姿は、アメリカのアニメ『フィリックス・ザ・キャット』の黒猫フィリックスにヒントを得て発想された。
当初は実際の兵役同様「志願兵で2年満期除隊」という構想で、最初失敗続きだったのらくろが後半少し手柄を上げたのち、めでたく除隊となる予定だった。しかし、非常に人気が出たため、伍長（下士官）に昇進させて作品が続くこととなった。田河は、のらくろを気軽な失敗が出来る下級兵のままにしておきたがったが、読者の子供等はのらくろの出世を望み、10年以上の雑誌連載の末に、結局、のらくろは大尉まで昇進、除隊して大陸の鉱山開発に向かうところで終わる。
「のらくろ」は日本の漫画の黎明期の作品として高い人気を獲得、手塚治虫、長谷川町子（田河の弟子となった）などにも大きな影響を与えた。劇場映画用として短編アニメもすでに戦前につくられている。漫画作品にとどまらず子供向けの商品にも次々にのらくろが登場した（ただし著作権の法律が確立されていなかった時代だったので、ほとんど原作者や出版社の無許諾商品）。

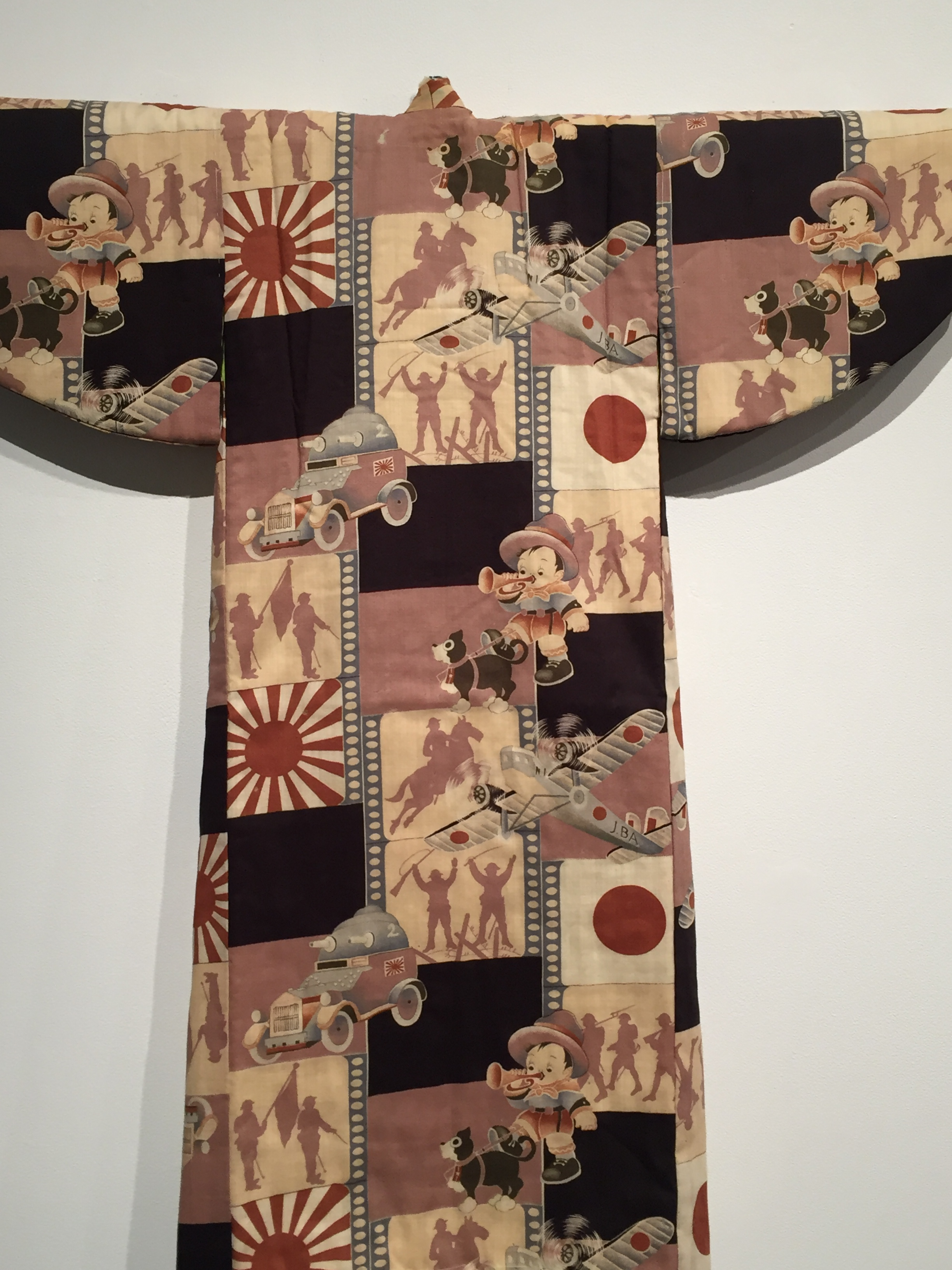
のらくろをモチーフにした戦争柄の男の子の着物1933年（昭和8年）

戦前発表の漫画としては稀有な長期連載となっていたが、1941年、太平洋戦争開始直前の状況もあり、内務省の役人から｢この戦時中に漫画などというふざけたものは掲載を許さん｣という指導が入り、編集長は、やむなく打ち切りにしたと述べている。用紙不足の中で雑誌が売れすぎること、笑わせる作品としてのらくろの失敗が主要テーマとなっていて内容が軍を揶揄しているとみられたことが問題とされたようだとされる。しかし1944年3月から10月まで、『戦時版よみうり』（読売新聞社）に4コマ漫画版の「のらくろ」が掲載されており（田河水包名義）、戦時下であっても必ずしも否定的な評価ばかりではなかった。
戦後の1958年、潮書房の戦記月刊雑誌「丸」において、のらくろ自身の一人称でつづられた挿絵つき「のらくろ自叙伝」が連載された（昭和33年9月号から1年9か月間）。これは戦前版の大尉で退役になるまでの軍隊時代のことを語ったものであるが、掲載紙からも分かるように、すでに大人になったオールドファンを対象に書かれており、完全子供向けであった旧本編とは違い、語り口の違いのほか、大人向けのエピソードが多く加えられている。
その後、漫画としての本編の続編「のらくろ召集令」が、同じ『丸』において、昭和36年1月号 - 昭和38年12月号に連載され、『のらくろの息子』という外伝をはさんで、さらに昭和42年3月号 - 昭和55年12月号にわたり連載、少年倶楽部における昭和6年1月号の開始から、ちょうど満50年の1980年に全編が完結した。続編は「のらくろ自叙伝」の設定も受け継いでいる。のらくろが軍に復帰して活躍、戦後は探偵や旅館勤めなど、職を転々とし、最後は喫茶店主となっている。
戦前の雑誌掲載のもの及び単行本は、1967年から講談社をはじめ、普通社、ろまんす社などから復刻連載版や単行本版が刊行されている。1970年10月からテレビアニメが半年間放映された。
1989年、漫画執筆権を田河の弟子の「のらくろトリオ」（山根青鬼、山根赤鬼、永田竹丸）が継承した。田河と山根赤鬼の死後も、残るふたりによって新作が発表され続けているが、田河の作品よりギャグ漫画色がどちらかといえば強い。現在（2023年時点）でもキャラクター関連商品などが多数販売されている。
ほかに、外伝的なもの、のらくろの息子や孫を登場させたスピンオフ的な作品も多い。スピンオフ的な作品としては以下のようなものがある。
1947年、田河の編集による『漫画トランク』（東京漫画出版社刊・1947年12月20日発行）に掲載。
1956年1月4日 - 同年6月29日に、『中部日本新聞』の夕刊に連載。題名は『のらくろ』だが、のらくろの息子（小学2年）が主人公「のらくろ」として登場している。
1966年には、『丸』昭和41年2月号 - 昭和42年2月号に『のらくろの息子』が連載（上述の通り「丸」において本編連載のあいだに発表されたもの）。第4回より『のらくろの息子デス』に改題。デスは「ぼくら」（後の『ぼくらマガジン』→『テレビマガジン』・講談社）」版『まんが自衛隊　のらくろ二等兵』（昭和38年6月号～12月号）の主人公でもある。

## 作品内容
戦前の作品内容
「猛犬軍の『猛犬聯隊』」に野良犬ののらくろが入営。当初は、やせっぽちですぐに音を上げ、失敗を繰り返すばかりであったが、段々と活躍することが増え、山猿軍、チンパンジー軍などの敵を相手にした戦争でも勝利に貢献することたびたび、猛犬連隊に不可欠の存在となり、最終的に、二等卒（二等兵）から士官学校を経て将校となり、大尉にまで進級する。大尉で除隊、予備役となり、大陸に赴き、資源発掘の探検隊を組織、金脈を探し当てる（当初、のらくろをさらに少佐に昇進させるつもりだったが日中戦争下、軍からのクレームで、軍隊を舞台にし続けることができなくなり大尉で除隊させたとも、少佐までいくと前線にはあまり出ないので、動かしにくくなったためとも推察されている）。
連載期間が、満州事変の年にはじまり、太平洋戦争開戦の年に終わっただけに、軍国主義、立身出世主義、大陸渡航奨励の風潮が反映されているものの、完全に子供向けなのもあって、作品全体は明るくユーモアのあふれたものとなっている。
戦時中の4コマ漫画については、のらくろが満州から帰国し「銃後の産業戦士として加わる」決意表明をするところから始まり、戦時下における生活の知恵的な話や、貯蓄報国運動など戦争への協力を呼びかける内容などが多く描かれた。最終話はのらくろが再び召集され前線に向かうところで終わる。
戦後の続編の作品内容
のらくろは予備役大尉として再招集され、中隊長として新兵の教育に当たる。宿敵山猿軍との戦争がふたたびおこるが、互いに物資の窮乏と戦災が市街地近辺でも大きくなったため、市民のあいだに厭戦、反戦気分が高まったため、和平を結ぶこととなり、両軍の軍隊は解散、のらくろは元の野良犬として社会に放り出されることとなる。かつての軍隊仲間が新たな職に就き成功していく中、のらくろは放浪しながら様々な職業に挑戦するが、失敗や運の悪さからいずれも長続きしない。しかし、最終的に喫茶店の店主として自活できるようになり、かつて思いをよせていた女性（牝犬）おぎんちゃんと結婚して、「もう野良犬ではない」というシーンをもって物語は完結する。
ストーリーは戦前のものから連続しているが、戦後の続編はオールドファンを主読者層としており（掲載雑誌は、戦記雑誌の『丸』）戦前のように完全な子供向けではなくなっているうえ、価値観の変化、作者自身の年齢（戦後、続編の連載がはじまった時点で田河は還暦をひとつ越えていた）、また、戦前版より擬人化が進んでおり、若干キャラクターの色付けも変更されているところがあるため、テイストはやや戦前とちがうところがある。
以上の「本編」とは別に、「外伝」的な設定の作品が何作か執筆されており、のらくろが様々な職業についていたり、のらくろの息子や孫を主人公としたものもある（のらくろの息子に関しては、本編の最終単行本「のらくろ喫茶店」で、のらくろ自身が「作者のつくったフィクション」と語る場面がある）。

## 映像化の歴史
先ず，1933年に、横浜シネマ（現在のヨコシネ ディー アイ エー）でアニメーション映画の『のらくろ二等兵』が製作され、次に、1934年には『のらくろ伍長』が製作されている。
1935年には、「瀬尾発声漫画研究所」主宰の、瀬尾光世によるアニメーション映画『のらくろ二等兵』、『のらくろ一等兵』が映画撮影され公開。戦時下の1938年にも同じく瀬尾の手による、『のらくろ虎退治』（芸術映画社）が公開されている。当時としても少国民らに人気となり、シリーズ化された。時代的にまだカラーフィルムは完成しておらず、いずれも白黒映画（モノクロームムービー）である。
戦後にテレビ放送が盛んになると、連続アニメーションの番組がテレビ向けに量産されるようになったが、1970年10月5日 - 1971年3月29日には、エイケン（TCJ動画センター）によりテレビアニメーション『のらくろ』が放映。主人公のらくろの声は大山のぶ代。カラー映像で放映されたが、世間ではまだ白黒テレビも多かった時代である。また、1987年10月4日 - 1988年10月2日にはスタジオぴえろによりフジテレビ系列でテレビアニメーション『のらくろクン』が放映された。のらくろ（のら山くろ吉）の孫、のらくろクンを主人公としており、ギャグアニメーション色が強いものであった。のらくろクンの声優は坂本千夏、祖父のくろ吉役を八奈見乗児が演じた。のらくろの世界が人間界と別に存在するという設定になっており、人間界の木下家を間借りして「のらくろ探偵事務所」を開くという、『のらくろ捕物帳』を意識した設定になっている。

## 主要な設定など
原作に準じた設定で記述する。
登場キャラクター

### 猛犬聯隊
のらくろ（野良犬黒吉）
主人公。顎と手足以外は真っ黒で、大きい目が特徴。犬種は野良犬だけにおそらく雑種。「野良犬黒吉」（作者自身がこれが本名だと言っているが、のちに戸籍名が「のら山黒吉」ということになっている）を略して「のらくろ」と自称して猛犬聯隊に志願入営してきた。マイペースでそそっかしく短気なところもあるが、性格は明朗快活、ときに孤児であることを悲しむ顔を見せることもある。焼き鳥が好物で戦前版の軍隊時代からよく店に出入りしている（最終的に結婚した相手も焼き鳥屋の娘）。かなりの大食漢で、食べ物に関するエピソードも多い。蛙が大の苦手。
猛犬聯隊に入営当初は、やせっぽちで体力も度胸もなく、失敗ばかりし、重営倉入りなど懲罰を受けるほどであったが、やがて体も立派になっていき、次第に頓知を効かせたり、器用さや度胸のよさを発揮して聯隊の勝利に貢献、トントン拍子に出世する。自分の腕をモチーフに聯隊旗をデザインもした。
曹長で入学した士官学校で（帝国陸軍の少尉候補者制度に準拠）、怪獣を退治したために士官学校を早期卒業し、少尉に進級。その後は官舎に住む。大尉に進級した時に、少佐（第ニ大隊長）に進級したモール大尉のあとを継ぎ、自らがずっと所属してきた第五中隊の中隊長となる。最終的に「大」「日」「本」の三つの勲章を授与されたが、思うところあり退役。大陸に渡り、金脈をさがして探検隊を組織、金山を掘り当てて成功を収める。のちに大陸で再開したブル元連隊長の鉱山会社にはいる。
しかしのち（このあとからが戦後に書かれた続編）、テキサス大佐の指揮下で山猿軍に対し不利となっていた猛犬聯隊から予備役召集を受け、ブル大佐と共に軍隊に戻る。始めは予備役からの復帰将校として、のらくろを知らない部下はなめてかかるが、のらくろが力を見せ始めると、彼らも次第に一目置き、従うようになっていった。山猿との和平が成立し、猛犬聯隊が解散した後は、職を転々とした後、喫茶店で修行をして、自分の店を開業、軍隊務め時代からの行きつけで馴染みであったたい焼き屋（戦後は焼き鳥屋に鞍替えした）の娘のおぎんちゃんと結婚した。
ブル
太った白いブルドッグ。猛犬聯隊の聯隊長、大佐。威厳が漂うガンコ親父風の犬物で、時として感情に任せた行動に出ることがあるが、ひょうきんなところもあり、情が深い。陸軍が好きな一人息子がいる。のらくろの力を認め、よく重要な任務を命じる。のらくろにとっては厳格な聯隊長であるとともに父親代わりともいえる存在。単行本版では、のらくろが退役するとき、自分が大切にしていた宝刀の「興亜丸」を餞別に贈った。聯隊長の職を退き予備役となってからは大陸にて鉱山会社の社長となったところ、偶然のらくろと再会した。その後、のらくろとともに猛犬聯隊に復帰。軍隊解散後はブル商事を興し社長に就任。のらくろの息子時代には一時期漫画連隊を率いていたことがある。
モール忠太
犬種はテリア。猛犬聯隊第二大隊第五中隊長、階級は大尉、のち、のらくろの大尉進級と同時に少佐に進級、第二大隊長となる。のらくろの直属の上官で、ブル聯隊長と同様に父親的存在でもある。海軍の好きな一人息子がいる。平時は温厚な性格だが、厳しい一面もあり、のらくろが曹長の時に軍人の魂でもある軍刀を紛失した時は、鉄拳制裁の上「お前なんか軍人を辞めてしまえ！」と厳しく叱責した。体格は痩せており、ブル聯隊長と対照的。猛犬聯隊解散後には、議会の議員の選挙に出馬し、次点繰り上げ当選で市議会議員となる。戦後版で、フルネームが判明。なお、テレビアニメ版は体毛色が薄茶色になっている。
デカ
黒い鼻の白い犬（犬種不明）。のらくろが軍曹時代に猛犬聯隊に二等兵として入営、のらくろの班に所属する。のんきで、頼りなさげなところもあるが、体が大きく、怪力の持ち主。入営当初は駆け足が苦手であったが、のらくろに負けない健脚を見せる迄になり、戦場でものらくろを助け、のらくろの右腕ともいえる存在になる。のらくろに負けず劣らずの大食漢で、たい焼きが大好物。のらくろと違い両親が健在の上、兄、姉、弟、姉との五人兄弟という正反対の家族境遇。故郷は山猿とも共生しているので、山猿にも友人がいる。豚軍との戦争の功により、“猛犬”勲章を授与され軍曹に進級。のらくろの退役後には一時期、飛行兵になっている。軍隊解散後はしばらく、旅館従業員などのらくろと行動、職業をともにしていたが、のちにプロレスラーとなり成功した。レスラーになったあとも何かとのらくろを助けている。軍隊では標準語だったが、一般社会に出てからは、軍隊言葉でなかったらお国言葉でしか話せないということで、九州弁、あるいは東北弁が入った話し方になっている。テレビアニメ版では最初からお国言葉でのらくろと同階級。
ハンブル
ブルドッグと別の犬種とのハーフで、半分ブルドッグに似ているので「ハンブル」である。士官学校で出会ったのち、のらくろの一番の親友となったが、『のらくろ伍長』時の「のらくろ突進隊」の回で、ブル大佐から斥候に行くように命令を受ける他の中隊の上等兵としてすでに一度登場している。その後は旅団司令部に配属されていたが、のらくろと一緒（ただしハンブルは階級が軍曹の段階）に士官学校に入学し、連載版では怪獣退治をのらくろと行った事で、のらくろと共に早期卒業を果たしている。その後、のらくろとともに少尉になって、同じ第五中隊に配属となる。官舎はのろくろの隣。ちょっとのんびり屋（拳銃で魚釣りをし、命中しても魚がとれないと嘆いている）だが、勇猛さや智謀ではのらくろに劣らず、将校になってからの進級はのらくろと同時。軍隊在籍中にのらくろに先立っておぎんちゃんに結婚を申し込んだが、ふられた。聨隊解散後は、探偵事務所を開く。「のらくろ捕物帳」ではのらくろを所員として雇った。
爆弾（バクダン）
のらくろの士官学校同期生のひとり（この単行本版における6匹の士官学校同期生設定は、連載版のほうにも引き継がれている。連載版の士官学校回での生徒は、のらくろとハンブルのみが名前のあるキャラクター）。どんぐり眼が特徴で垂れ耳、犬種はビーグルの様な顔付き。『のらくろ総攻撃』によれば、のらくろ、ハンブル、爆弾の3匹が第五中隊下の小隊長である。口が達者で、士官学校時代はのらくろと喧嘩している。のちに工兵としても活躍。士官学校同期の6匹はみな同時に大尉に進級し、それぞれ中隊長となる。戦後は不動産屋を始め、大通りに店を持った。
はちまき（鉢巻）
のらくろの士官学校同期生のひとり。立ち上がった耳の先端が折れ曲がった秋田犬の様な種類。よく頭に鉢巻状に手拭を巻いている（基本的に軍務関係のときはしていなかったが、豚京城を攻略したときや恐竜退治の時は一時的に着けている）。豚軍との戦争中に工兵部隊を引き連れ、河川に架橋した。『のらくろ自叙伝』によれば頭が良いらしい。のらくろやハンブルと一緒に出世する。戦後は聨隊解散後手先の器用さを活かすために板前の修業をし、後に料亭を開店した。
トンガリ
のらくろの士官学校同期生のひとり。耳が真っすぐとんがった日本犬、白い柴犬の様な種類。のらくろが伍長の時に、第三中隊に所属をしていた伍長として初登場し、剣道大会で勝ち進んで来た。決勝戦でのらくろと対戦し、蜂に刺されそうになったのらくろが、蜂から逃げながら討った手に敗北した。その後、単行本版では、のらくろ達と同時に士官学校に入学・卒業している。自ら発言することは少ないものの、頼れる親友でもある。戦後は生命保険の会社などいくつかのブローカーをしている。軍隊では標準語だったが、軍隊を辞てからは、関西弁が入った話し方になっている。
カメ（メガネ）
のらくろの士官学校同期生のひとり。『のらくろ小隊長』では活躍しており、6人の将校を集めた場面では出てくるが、後には影が若干薄くなってしまった。垂耳で顔に特徴がないため（ビーグル容姿）階級章を見ないと他のモブキャラ的な犬たちと区別しにくい。戦後は聨隊解散後メガネをかけて名前（愛称）もメガネと改名（本名は、カメ）、アニメではデカとともにのらくろの戦友としてレギュラーキャラとなっており、「これは問題だ」を口癖にしていた。後に小学校の教師となった。
破片
小さな、ぶち模様のチン。のらくろが大尉時代に猛犬聯隊に二等兵として入営。入営検査で、身長は辛うじて合格域だったが、体重不足のために不合格となった。そこで、のらくろとデカの弁当を勝手に食べて体重を増やし、再検査を願い出て合格することができた。あわてんぼうでそそっかしいが、頓智がきくので「入営時ののらくろに似ている」とモールに言われている。"破片"は渾名で、破片のように小さい体格であったことから名付けられために最初は怒っていた。のらくろが退役するとき一等兵に進級した。単行本では『のらくろ武勇談』のみ登場。連載版では大尉にまで進級して偉くなりすぎたのらくろの後釜のような主人公的とも言いたくなる位置づけのキャラクターであるが、そのためか、のらくろが除隊してからは、戦後の続編も含め未登場。
那智
猛犬聯隊第三大隊第十一中隊長・大尉。『のらくろ総攻撃』で羊の国や豚の国を熊の国から守る猛犬守備隊の隊長として派遣（豚勝将軍からの依頼）されている。垂れ耳の白犬(ビーグル)。熊閣下にそそのかされた豚勝将軍が軍を率いて守備隊に夜襲を仕掛けたときは、難無く撃退した。後に豚勝将軍が再軍備をはじめたので、本国の猛犬聯隊本部へ援軍を要請した。
テキサス
猛犬士官学校生徒隊長兼教官。ブル聯隊長の従兄弟のブルドッグ。階級はブル大佐と同じく大佐。ブル大佐より尾が長く、目が小さく、額に皺がある。のらくろの士官学校同期生はのらくろ以外は軍曹だったので、単行本版ではのらくろも軍曹の軍装になるよう命じた。のちの小隊教練では曹長に戻し、小隊長の任務を命じている。連載版では上官として校長閣下(階級；中将)がいる（連載版では校長がのらくろとハンブルの早期卒業を認めたが、単行本では作者の田河水泡が漫画猛犬軍監督として少尉任官をつかさどっている）。教官としては優秀であるが、実戦は不慣れなため、山猿との戦いで現地視察無しの無謀な作戦を立案したために大敗し、予備役のブル予備大佐とのらくろ予備大尉に召集令が下ることになった。
師団長
中将。セントバーナード。ブル聯隊長の上官。名前は不明。体が大変大きい。作中、のらくろ以外ではあまり登場しない有色（非白色）のキャラクター。のらくろが一等兵時代に開かれた軍旗祭や、軍旗のデザイン制定の回以外はほとんど出てこない。
デブ
戦後の続編で登場。第五中隊所属ののらくろの部下。伍長。太っている。関西弁。怠け者で、演習でも戦闘でも「わて、ええとこのぼんぼんやで。そんな事はようやらんわ」などと言ったりして動こうとしない。戦後版の猛犬聯隊は兵、下士官がたるんでいるとの設定であるが、その代表のキャラクター。しかし、軍隊解散後は経団連の理事になり、のらくろにも手を貸しており、ブルより「あいつは軍隊じゃ役に立たなかったが、社会に出れば成功するんだな」といわれた。
よさぶろう（とび頭与三郎）
戦後版の猛犬聯隊に上等兵として在籍していた。猛犬聯隊解散後は、特技を生かしてとび職の頭をやっており、元上官ののらくろと再会したさいに、「特技を生かした職業につけばどうですか」とアドバイスをした。その後も何度かのらくろを助けている。

### 猛犬聯隊と戦う敵たち
山猿軍（山猿国）
猛犬聯隊の戦争は、山猿軍との戦いにはじまり、山猿軍との戦いで終わっている。いつも山猿軍が一方的に戦争を仕掛けているのだが最後の戦いで和平、両軍軍隊解散となるまで、一度も猛犬連隊に勝ったことはない。猛犬軍と違いみな軍服を着ている。
ゴリラ軍
山猿に頼まれて猛犬連隊を攻撃した。兵器や数では猛犬連隊に勝っていることも多いが、のらくろたちの活躍により、最後には敗れる。
チンパンジー軍
ブル大佐がデカ二等兵に研がせた日本刀を、チンパンジーが奪い、それをのらくろが取り戻しに行ったのだが、チンパンジーの大将に「欲しけりゃ力で取りに来いとブルへ言え」と言われ戦争になった。
河童軍
猛犬連隊が行軍中に流失している橋を架けなおそうとすると、河童が出てきて「なんだこんな安普請の橋、こわしちゃえ」と橋を壊し始めたので、デカ二等兵を川の中に潜らせて河童の様子を探りに行かせたが、逆に捕虜にされた為に、聯隊長直卒で猛犬聯隊が出動した。川を干す作戦に出られてあっさり敗北。河童軍のみトップは「大将」ではなく「大王」。
カエル軍
のらくろ小隊が、演習で塹壕を掘るところを勝手に見学しようとするカエルを、デカが「軍の機密だ。見ちゃいかん」と蹴とばしたので、カエルが隊長ののらくろに抗議しようとすると、のらくろはカエルが苦手で、デカ一等兵が代わりに対応、腕ずくで追い払ったので、戦争に発展した。
熊軍（熊の国）
猛犬軍の弾薬庫から武器弾薬を盗み出し、戦争になった。戦闘ではのらくろの持つ軍旗を奪ったが敗れた。その後、豊かな豚の国をうばおうとしたが、猛犬連隊の守備軍に追い出されたのち、植民地にしていた羊の国を独立させられて犬軍に敵意を抱いていた豚勝将軍を「豚の方が強いさ。戦闘を開始するなら、武器弾薬を提供するよ」とそそのかし、犬と豚との戦争を始めさせた。
豚軍（豚の国）
豚勝（トンカツ）将軍なるやや間のぬけた独裁的首長が支配している。国民は語尾に「ある」「よろし」をつけるしゃべり方をしている。隣国の熊にそそのかされて猛犬聯隊の守備隊を襲ったが守備隊に敗北。植民地にしていた羊の国を独立させられてしまう。その恨みから再び熊から武器弾薬の支援を受けて戦争準備をはじめたため、猛犬聯隊が海を渡って出動、戦争が始まった。大国ではあるが、全体的に国民はのんびりしていて士気は低く、また国民の多くが隣国と平和に暮らしたいと、独裁者の豚勝将軍を嫌っており、戦争がはじまると、猛犬軍へ協力したりしている。なお、のらくろが上等兵の時、不寝番の当番で警備中に、猛犬聯隊旗を盗み出した二匹の豚を退治したことがある（その功績でのらくろは伍長に進級）。
その他、山羊の国などが出てくるが、これらは、犬が日本内地と朝鮮、豚は支那（中国漢民族）、熊はソ連（ロシア人）、羊は満州、山羊は蒙古を暗示させるもので、当時の国際情勢と日本の外交政策を反映している。また単行本では他にのらくろの口から、豚国を狙う狸の存在も言及されるが作中には実際に登場しない。但しあくまで「のらくろ」は創作であり、当時の実在の国、国際状況とは必ずしも合致していない。

### のらくろ探検隊
大陸で金脈を探すためにのらくろと金剛が組織した5匹からなる探検隊。隊長はのらくろ。このメンバーは戦後の続編には登場しない。
金剛
パグに近い犬種の犬で半島出身。のらくろ同様、大陸で鉱物を探すための前準備をしており、のらくろと意気投合。親友になる。実直、ほがらか、穏健な頼れる性格。
包（ポー）
豚。食いしん坊でのんびり屋。
汗（カン）
山羊。空腹のため、大事な鉱物参考書を食べてしまったことがある。
蘭（ラン)
羊。食事係は楽でいいなとか不平不服を言って金剛と交代したが大変なことを知り反省した。

### 戦後の続編に登場する一般民
温泉旅館主人
「のらくろ放浪記」において、のらくろとデカがいっとき従業員として働いていた旅館の主人。のらくろを重宝するも、のらくろが探偵業に転職するのをこころよく見送った。
喫茶店マスター
のらくろが自らの喫茶店を持つ前に、働いていた喫茶店のマスター。失敗ばかりするのらくろを辛抱強く使った。
焼き鳥屋主人
のらくろの行きつけの焼き鳥屋「おぎんちゃん」の主人。おぎんちゃんの父。最初はたい焼き屋だった。
おぎんちゃん
のらくろの行きつけの焼き鳥屋の娘。のらくろのことを好きだったが、軍人は死ぬ可能性があるからとのらくろとの結婚を避け、いったん金持ちのところに嫁いだ。のちに、焼き鳥屋の娘はあわないと離縁になって実家に戻ってきたところ、喫茶店に勤めていたのらくろにプロポーズされて結婚する。

### その他、ゲスト的登場人物
- 人も適宜登場する。警察官や荒間凄右衛門など。上記の通り作者の田河水泡自身も登場する。
- その他、田河の他作品もゲストで登場している。

他の田河作品からのゲスト
チビちゃん
「目玉のチビちゃん」の主人公である冒険少年。単行本「のらくろ武勇談」で他の田河キャラと共に飛行機で大陸へ赴き、土古豚城陥落の提灯行列メンバーとなる。一緒に出るジャン公と名付けた垂れ耳の白い犬はジャン公二等卒としてのらくろが二等卒時代に一緒に演習に出ていた。
凸凹黒兵衛
田河の漫画「凸凹黒兵衛」の主人公であるオスのウサギで、「凸凹医院」の息子。両親が白ウサギであるのに対し、自分はのらくろ同様の黒い体。のらくろが大陸に渡るときはいつも白ちゃんとともに見送っている。のらくろが大陸へ行く前に住んでいたアパートでは医者になるために勉強中だった。「武勇談」では下記のキャラクターたちと「わらわし隊」を結成して、大陸で戦う猛犬聯隊を慰問で訪れ、白ちゃんとの漫才を披露した。
白ちゃん
黒兵衛のガールフレンドであるメスの白ウサギ。黒兵衛と共に登場。連載版では黒兵衛とふたりでアパートに住んでいた。
八ちゃん
田河の漫画「蛸の八ちゃん」の主人公であるタコ。海底に住んでいたが人間に興味を持ち、人間社会に来ると田河水泡から服をもらって人間になり生活をしている。原作では「大陸行」と「出発」に登場、単行本では「総攻撃」から「武勇談」「探検隊」で登場し、連隊の見送りや慰問を行った。「探検隊」によれば結婚したらしい。
小蛸たち
八ちゃんを追って人間社会にやってきて生活している。「総攻撃」から「武勇談」まで八ちゃんと共に慰問を行った。
スタコラサッチャン
「スタコラサッチャン」（後に「ラッキーサッチャン」→「サッチャンとモンチャン」）の主人公である女学生。「武勇談」で大陸にやって来て、提灯行列メンバーに加わる。
マメゾウ
「マメゾウ」の主人公であるオスの子ゾウ。「総攻撃」ではハンブルにバナナを贈り、「武勇談」で黒兵衛・白ちゃんらと共に大陸に来る。
フサキチ
マメゾウの父でバナナ屋を経営。「武勇談」でマメゾウの祖父・チイ子と共に飛行機で大陸に来た。
チイ子
マメゾウのガールフレンドであるメスの子ゾウ。「武勇談」で大陸に来る。
窓野雪夫
「窓野雪夫さん」（第1話のみ「窓野雪夫君」、後に「雪夫さんと七曜組）の主人公である漫画家。田河水泡の家に住み込んで漫画の勉強をし、後に大陸へ行く。「総攻撃」と「武勇談」に登場、「総攻撃」ではブル聯隊長と会話し、「武勇談」では土古豚城陥落の提灯行列の指揮を担当した。
七曜組
「雪夫さんと七曜組」から参加。大陸で雪夫と共に働く少女たちで、日代・月代・火の子・水江・木の子・お金ちゃん・土子ちゃんの7人からなる。「武勇談」で提灯行列の整理係を担当。
平気の平左衛門
「平気の平左衛門」の主人公にして、その次作「平気の平助」の準主人公。武士だが気合術が得意。「総攻撃」でデカに千人針を贈り、「武勇談」では平助と共に大陸に来る。
平気の平助
「平気の平助」の主人公。平左衛門の息子である少年剣士。「武勇談」に登場。
ご隠居
「愉快なご隠居」の主人公である白髭の老人。「武勇談」で他の田河キャラと共に大陸へ来る。

### 猛犬聯隊の編制
以下は『のらくろ総攻撃』の冒頭で紹介されたもの。師団長がいるのであるから、師団以下に他の連隊もあるはずで、実際そのような前提で話が進められているときも多いのだが、豚軍との戦争や、山猿軍との和平によっての軍隊解散など、のらくろの所属する猛犬聯隊が、猛犬軍のすべてであるかのように話が進んでいる場合も多い。
- （師団長 - 中将（名称不明））
- 猛犬聯隊長 - ブル大佐
  - 第一大隊長 - 阿蘇少佐
    - 第一中隊長 - 剣大尉
    - 第二中隊長 - 白馬（しろうま）大尉
    - 第三中隊長 - 赤城大尉

  - 第二大隊長 - 穂高少佐
    - 第五中隊長 - モール大尉
    - 第六中隊長 - 六甲大尉
    - 第七中隊長 - ヤケ大尉

  - 第三大隊長 - 金剛少佐
    - 第九中隊長 - 八甲田大尉
    - 第十中隊長 - 大雪（おおゆき）大尉
    - 第十一中隊長 - 那智大尉

  - 機関銃中隊長 - 癇癪（かんしゃく）大尉
  - 歩兵砲隊長 - 轟大尉

- (猛犬士官学校校長 - 中将(名称不明）)
- 猛犬士官学校生徒隊長兼教官 - テキサス大佐

### 猛犬聯隊の主な歴史
以下も『のらくろ総攻撃』の冒頭で紹介されたものを基本としている。
- 猛犬聯隊創立（昭和6年）
- 山猿と戦争（昭和7年）
- ゴリラと戦争（昭和8年）
- 軍旗制定（昭和8年）
- 象狩り（昭和9年）
- チンパンジーと戦争（昭和10年）
- かっぱ征伐（昭和10年）
- 蛙討伐（昭和11年）
- 熊退治（昭和12年）
- 豚軍と戦争（昭和12年）※単行本版
- 山猿軍が時々攻めて来る※連載版。守備隊の引き揚げ迄。
- 退役軍犬の最中に、連載版でも、単行本版(｢のらくろ探検隊｣）でも、豚軍の敗残兵が出没する。

## 書誌

### 戦前発表
- 雑誌連載版：少年倶楽部1931年（昭和6年）1月号 - 1941年（昭和16年）10月号

タイトルは連載開始時が「のらくろ二等卒」。以後、昇進とともにタイトルは、「のらくろ＋階級」となり（ただし、兵制の改正にあわせて「のらくろ一等卒」時に「のらくろ一等兵」に変更されている）、「のらくろ大尉」まで「進級」するが、そこでのらくろは予備役となり、大陸開拓者となるので、その後のタイトルは「のらくろ大陸行」→「のらくろ出発」→「のらくろ大陸」→「のらくろ探検隊」と変わった。基本は1回（1月）につき4ページ1色刷りの読み切りだが、少年倶楽部の特別付録に掲載された場合は「のらくろ大事件」や「のらくろ士官学校」など独自のタイトルがつき、カラー、増ページのものとなっている。日中戦争時には一時連載が休止した。

この雑誌連載や雑誌付録版に関しては、1967年に1冊にまとめられた『のらくろ漫画全集』が講談社から刊行されている（部分的に横書きのところは左書きに変えられ、冒頭は1933年2月号付録の「のらくろ突進隊」となっている）。

その後1975年に、この『のらくろ漫画全集』が文庫形式で『のらくろ漫画集』（少年倶楽部文庫・全4巻）とタイトルを若干変えて出版された。この文庫版では、完成度の低さや全体の統一性に鑑みてと思われるが、いくつか収録されてないエピソードやページがある。また、戦前の軍国主義、立身出世主義が強く反映しているため、差し替えられているセリフやキャラクター名、文庫ゆえに短くされているセリフが多数ある。

さらに、1988年に、講談社「Super文庫」の一冊として、文庫版『のらくろ漫画集』の4ページ分を1ページに縮小して収録した『のらくろ漫画大全』（文庫と銘打ってあるがサイズはB5版）が刊行された。

上記のものはすべて絶版であるが、1967年出版の『のらくろ漫画全集』は各地の公共図書館に所蔵されている事も多い。
- 単行本：全ページ3色刷り印刷（『のらくろ上等兵』のみ2色刷り。1部3色刷り）・布装・箱入りの上製本で、戦前に全10巻が刊行された。
  - のらくろ上等兵
  - のらくろ伍長
  - のらくろ軍曹
  - のらくろ曹長
  - のらくろ小隊長
  - のらくろ少尉
  - のらくろ総攻撃
  - のらくろ決死隊長
  - のらくろ武勇談
  - のらくろ探検隊

この10巻の単行本は、現在の漫画のように、雑誌連載のものをそのまま単行本化したものではなく、『のらくろ総攻撃』『のらくろ決死隊長』『のらくろ武勇談』は豚国との戦争（当時の満州事変・日中戦争をなぞったもの）の3部作ですべて書下ろし、あとの7巻は雑誌連載のエピソードを選んで（一部単行本オリジナル・エピソードもあり）あらためて単行本用に描きなおしたものである。ただし『のらくろ軍曹』までは、雑誌掲載の絵をそのまま転用、加筆したコマも多い。『のらくろ小隊長』は、雑誌付録「のらくろ士官学校の巻」にさらに同期生4匹を加え、大幅にエピソードを加えて新たに描きなおされたものであり、最終巻となった『のらくろ探検隊』は連載終了より先に出版され、かつ単行本の出版は最初からこれが最後と見込まれていたらしく、かなり連載版よりは簡略化されたものとなっている。「のらくろ中尉」と「のらくろ大尉」は、書下ろしの豚国との戦争3部作が出たためもあってか、雑誌連載だけで単行本化はされず、大尉への進級は『のらくろ武勇談』で描かれている。

この全10巻の単行本は1969年に講談社から当時の製本体裁で復刻刊行されたが、冒頭の「復刊の辞」でも断られているように紙質をよくしたため、戦前版よりかなり厚みがついている。

さらにこの単行本版は1984年に「のらくろカラー文庫」として文庫化もされている（シリーズの1～10）。ただし文庫版では、著者の写真や、冒頭の読者への挨拶文などは省かれている。
- なお、のらくろ漫画をリバイバル連載したものとしては、他に以下のものがある。
  - 単行本
    - 普通社刊
      - 『のらくろ二等兵』
      - 『のらくろ上等兵』
      - 『のらくろ伍長勤務上等兵』

    - ろまん書房刊
      - 『のらくろ新品伍長』
      - 『のらくろ伍長』
      - 『のらくろ軍曹』

    - 「漫画常設館」（昭和6年8月、大日本雄辯會講談社発行。戦後は昭和44年12月講談社復刻発行）
      - 『のらくろ二等兵』
        - （「少年倶楽部」昭和6年新年号～同年8月号分の加筆再録版）

  - 連載漫画
    - 「漫画劇場」（普通社発行）
      - 『のらくろ伍長』昭和38年7月号～

    - 「月刊のらくろ」（ろまん書房発行）
      - 『のらくろ軍曹』昭和39年11月号～昭和40年新年号
      - 『のらくろ曹長』昭和40年2月号
      - 『長編・のらくろ曹長』昭和40年3月号～同年7月号
      - 『長編・のらくろ士官候補生』昭和40年8月号～同年10月号

### 戦中発表
前述の通り、1944年3月 - 10月にかけて『戦時版よみうり』にて4コマ漫画が連載されていた。戦後、作者の田河自身がその存在に言及することがほぼ無かったため、存在は忘れられていた状態だったが、2020年 - 2025年にかけて『戦時版よみうり』のデジタル化作業が行われたのに合わせ、本作も再発掘された。2025年8月より読売新聞社の紙面データベース『ヨミダス』にて公開される予定で、戦時版をオプション契約した図書館等で閲覧可能になる。

### 戦後発表
単行本：以下の5巻が、戦前発表のもの同様、雑誌掲載（戦後は戦記月刊雑誌『丸』に連載）のエピソードをもとにして、３色刷り印刷、布装、箱入りの同じ装丁で単行本化され。また同じくそのカラー文庫版とが出版された。2012年には、最後の『のらくろ放浪記』『のらくろ捕物帳』『のらくろ喫茶店』の3冊が「のらくろ 幸福(しあわせ)3部作」として復刊ドットコムからカラー復刻版として出版された。『丸』に連載されたもの自体は（少年倶楽部連載時と同じく1回につき基本4ページ）2023年現在、出版されていない。
- のらくろ召集令
- のらくろ中隊長
- のらくろ放浪記
- のらくろ捕物帳
- のらくろ喫茶店
  - のらくろの入営から依願免官までを文章とイラストで綴った『のらくろ自叙伝』は「丸」に昭和33年9月号から1年9か月間連載されたのち、昭和58年3月に光人社から出版された（前述のとおり、大人になったオールドファンを対象としており、少年倶楽部連載当時のエピソードとは異なるもの、付け加えられた話も多い[注釈 7]）。のらくろによる語り口はかなり江戸っ子言葉が強いものになっている。

この単行本版は1984年に「のらくろカラー文庫」として文庫化もされている（シリーズの11～15）。。

### 弟子による作品
- 田河水泡の弟子である山根赤鬼･山根青鬼兄弟は、1989年に田河水泡公認で『のらくろ』の漫画執筆権を譲り受け、田河の没後も下記作品を執筆した。
  - ドクターのらくろ奮戦記（1992年、経済調査会、金田武彦監修） 【山根赤鬼のみ執筆】
  - のらくろの川柳まんが（1998年、あゆみ出版）【山根赤鬼のみ執筆】
  - のらくろちゃん（2001年-2003年、漫画新聞、日本漫画学院）【山根赤鬼、山根青鬼で交代執筆】）
  - のらくろちゃん（4コマ版）（-2013年、ウェブサイトコミックターミナル（日本漫画学院）内のコンテンツ『コミタ漫画館』において不定期連載。【山根青鬼のみ執筆】

### のらくろ履歴書
「のらくろカラー文庫」15巻「のらくろ喫茶店」（昭和60年刊行）の巻末156～158ページに『のらくろ履歴書』が掲載されている。昭和六年の入営から昭和五十六年の「のらくろ喫茶店」出版まで、時系列でまとめられている。

## 漫画作品の関連事項

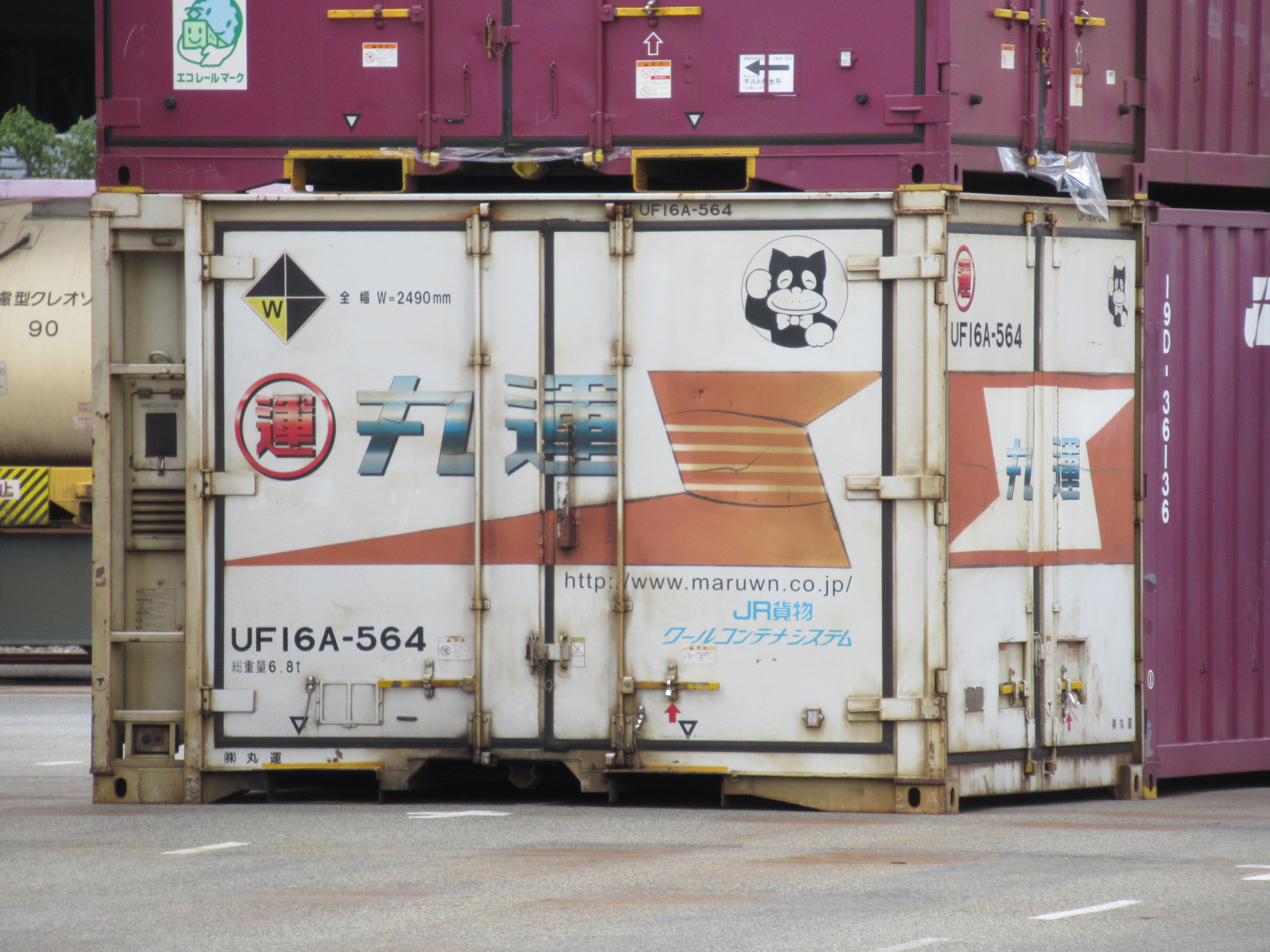
のらくろをイメージキャラクターにする丸運のコンテナ

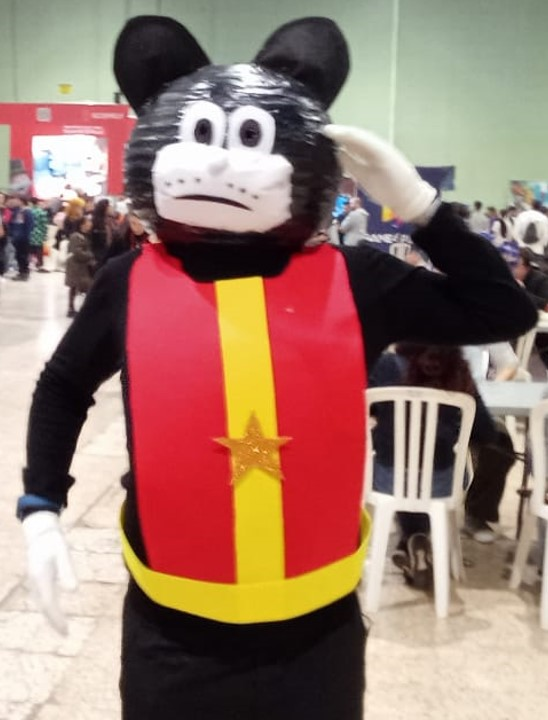
2023年12月9日、マンガフェスト・セビリアでののらくろのコスプレ。

- 幼年教育社の尋常小学一年に掲載された芳賀まさをの『チビクロ』は擬人化された犬の軍隊が舞台で小柄な黒犬が主人公というのらくろを模した内容と成っている。のらくろの息子のチビクロとは別物。
- 手塚治虫の「ユニコ」に登場する猫・チャオものらくろと同じ模様をしている。境遇も同じで箱に入れられて川に流されて捨てられている。手塚自身ものらくろを題材にパロディー漫画を描いている[15]。
- 漫画のコマで、歩行、走行などの動きを表現する手法として、後方に「土煙」（楕円の側方に太い棒のついたようなもの。棒の向きで動く方向を表し、速いものほどその個数が多い）が用いられた。これは、アメリカのコミックにすでに用いられていた表現である。後に手塚治虫がそれをヒントにヒョウタンツギにしたといわれるが、のらくろによるものか、アメリカからの直輸入かは不明。テレビアニメのエンディングでは、のらくろがこれを不思議に思ってつまみあげたり、七輪で焼いて食べた後に歩き出すと再び発生するというシュールなギャグが挿入された。
- 田河や「のらくろトリオ」以外の作品ではあるが、1988年に「くまの歩」によりマンガ『のらくろファミリー』が描かれている。のらくろの息子、黒太郎を主人公にしており内容は『のらくろ喫茶店』の続編と思われる設定だった。
- 作者ゆかりの東京都江東区森下文化センターに「田河水泡・のらくろ館」（運営：公益財団法人 江東区文化コミュニティ財団）があり、近くの高橋商店街は「高橋のらくろ～ド」と名付けられている[注釈 8]。開館5周年の2004年12月18日より、のらくろは江東区の文化親善大使に任命された。また、その親しみやすさから、運送会社「丸運」のイメージキャラクターにもなっている[注釈 9]。
- 物語中に当時の民俗的資料となる物語が散見される（初午祭りなど現在ではほとんど実施されていない行事が描かれている）。
- のらくろの犬種としての名前は存在しないが、特徴から「四つ白」と呼ばれ、縁起が悪いとされていたそうである。その為に生まれてもすぐ捨てられていたという[16]。
- 作者が一時居住していた縁で東京都北区田端の田端小学校前に、のらくろをモチーフとしたデザインマンホールが1箇所設置されている。
- のらくろのテーマ曲として、軍歌「勇敢なる水兵」のメロディーに歌詞を付けた「のらくろの歌」が作られた。この曲は、キングレコードから発売された児童劇レコードの劇中でも歌われた（詳細は勇敢なる水兵#替え歌を参照）。

## 映画版
- のらくろ二等兵・教練の巻、演習の巻（1933年）横浜シネマ商会 [17]
- のらくろ伍長　軍旗祭の巻（1934年）横浜シネマ商会 [18]

瀬尾光世の主催していた瀬尾発声漫画で制作されたモノクロ版のアニメ映画。
- のらくろ一等兵（1935年）瀬尾発声漫画
- のらくろ二等兵（1935年）瀬尾発声漫画
- のらくろ虎退治（1938年）瀬尾発声漫画

## テレビアニメ版

### 第1作
1970年10月5日から1971年3月29日の毎週月曜日の19時00分～19時30分にフジテレビ系列で全26話（カラー作品）が放映された。

#### 概要
「明治百年（西暦1967年、昭和42年）」にあたるこの時期に昭和初期のリバイバルブームが起こり、上述の通り「少年倶楽部」連載版をおさめた『のらくろ漫画全集』が復刻・刊行されてヒットした。これを受けて1970年にアニメの制作に至る。
当初は田河と親交があったうしおそうじ率いるピー・プロダクションでの制作が予定されていたが、同時期に企画を立ち上げたエイケンが売り込み先のフジテレビでピー・プロの存在を知り、企画ごと買い取ったという。当時のピー・プロは財政難だった為、エイケンからの買取に了承したという。
軍隊の話という基本設定は原作と同じであるが、原作の要素「のらくろの出世」は戦後の時代を考慮してはずされ、のらくろは最後まで「二等兵」でデカと同僚の設定。また、原作に女性キャラクターのいない点を補い、従軍看護婦のミコがオリジナルで追加された。
原作が昭和初期の作品であることから、当時の子供向けテレビアニメとしては珍しく大人からの反響が大きかった。本放送開始以後、1970年10月末までにフジテレビには約2,000通の手紙が寄せられたが、その中の約40%が大人からのものだった。大人層からの反響では、原作から戦後向けにアレンジされた点（特にアニメオリジナルキャラクターのミコ）に関しては概ね不評だった。
原作者の田河は本作の出来に納得がいかず、エイケンの鷺巣政安に『あれは是非ともピー・プロにやらせたかった』と晩年まで漏らしていたという。

#### キャスト
名前の後ろに☆印のあるものはアニメオリジナルキャラクター。
- のらくろ - 大山のぶ代：二等兵
- デカ - 兼本新吾：二等兵
- メガネ[注釈 10] - 太田淑子：二等兵
- ハンブル - 肝付兼太：二等兵
- ミコちゃん☆ - 松尾佳子：従軍女性看護師。原作では看護兵が出ている。
- ブル - 雨森雅司：聯隊長（大佐）
- モール - 納谷悟朗：第五中隊長（大尉）
- はちまき[注釈 11] - 木村幌：伍長
- オクメ - 大塚周夫：上等兵。原作では連載版、単行本版共にのらくろが上等兵時に、弾薬庫衛兵の時の衛兵指令の軍曹で登場した。
- バーナード軍医☆ - 田村錦人：中尉。ミコの上官。原作での軍医は数犬居るが、階級も初期の物は下士官、中期から尉官(大尉が多い)や佐官(少佐)等で姿形が異なる。
- 師団長（中将）- 北村弘一 : 猛犬軍の師団長。頭に、黒い模様が入る大型犬。犬種はセントバーナード。
- 山ザル隊長（大将） - 大木民夫：山猿軍隊長。
- 山ザル軍曹 - 田の中勇：山猿軍参謀。
- トンカツ将軍（大将） - 神山卓三：豚軍将軍。
- 脇役多数 - 立壁和也
- 脇役多数 - 村越伊知郎
- 脇役多数 - 北村弘一

#### スタッフ
- 原作 - 田河水泡
- プロデューサー - 松本美樹
- 制作担当 - 堀越唯義、渡辺米彦
- 作画監督 - 小室常夫
- 音楽 - 嵐野英彦
- 効果 - 赤塚不二夫（同名の漫画家と同姓同名の別人）
- 録音演出 - 岡本知（グロービジョン）
- 調整 - 坂巻四郎
- 録音スタジオ - 番町スタジオ
- 動画 - 鈴木輝昭、福田浄二、鈴木俊男、今村豊子、石野清人、月川秀茂、江口徹、椿清明、林一夫、池田純子
- 仕上 - 鈴木和男、横田藤一郎、長野礼子、榎本トシ子、堀田ミナ、尾崎孝、鬼沢富士男、藤川きよ子、相沢道子、中島正之
- 美術 - 大隈敏弘、太田宏、高橋宏、武井明、遠藤守俊、亀谷三良、久保陽彦、加藤嘉明、野畑照子
- 撮影 - 高橋照治、新井隆文、黒崎千伍、飯塚進、森田弘一、斉藤豊
- 編集 - 矢吹敏明、山田静男
- 制作進行 - 小林征史郎
- アニメーション制作協力 - スタジオマンモス、アニメート
- 現像 - 東洋現像所
- チーフアニメーター - 角田利隆
- アートディレクター - 亀崎経史
- チーフディレクター - 村山徹
- 文芸 - 渡辺美恵子
- 制作協力 - 宣弘社
- 制作 - TCJ動画センター、フジテレビ

#### 主題歌
オープニングテーマ - 「しっぽはぐぐんと」
歌 - 大山のぶ代 / セリフ - 雨森雅司 / 作詞 - やなせたかし / 作曲 - 山下毅雄
- 歌詞は自己紹介風にのらくろの気質を歌っており、のらくろの侠気が見て取れる。また戦後の作品なので英語の単語語彙が用いられている箇所がある。
- オリジナルのOP映像では、ラスト近く、花を摘んだのらくろがスキップする土手に「制作 フジテレビ TCJ動画センター」とクレジットされたが、他局での再放送ではその部分が省かれ、ラストにのらくろ達が戦車に乗り、「制作 エイケン」とクレジットされた静止画に差し替えられた。なお2004年3月から9月までCS通信衛星放送スカイパーフェクTVのホームドラマチャンネルで放送された際も、このフイルムが使用された。

エンディングテーマ - 「アイアイ・ミコちゃん」
歌 - 天地総子 / セリフ - 大山のぶ代、松尾佳子 / 作詞 - やなせたかし / 作曲 - 山下毅雄
エンディングテーマ - 「どこからぼくは」
歌 - 天地総子 / 作詞 - やなせたかし / 作曲 - 山下毅雄
- 本編では、挿入歌としても使用されている。

#### 各話リスト
| 話数 | 放送日         | サブタイトル                 | 脚本       | 演出       | 原画     |
| ---- | -------------- | ---------------------------- | ---------- | ---------- | -------- |
| 1    | 1970年 10月5日 | 大脱走の巻                   | 広山明志   | 鳥居伸行   | （不明） |
| 1    | 1970年 10月5日 | 特製胃袋の巻                 | 辻真先     | 鳥居伸行   | （不明） |
| 2    | 10月12日       | 河童大騒動の巻               | 辻真先     | 岡田宇啓   | （不明） |
| 2    | 10月12日       | 火薬庫歩哨の巻               | 辻真先     | 岡田宇啓   | （不明） |
| 3    | 10月19日       | 銃剣術の巻                   | 若林一郎   | 山本功     | （不明） |
| 3    | 10月19日       | 防空演習の巻                 | 広山明志   | 山本功     | 角田利隆 |
| 4    | 10月26日       | 山ザル隊長捕虜の巻           | 広山明志   | 村山徹     | 鈴木輝昭 |
| 4    | 10月26日       | ガッカリ大手柄の巻           | 松元力     | 村山徹     | 楠本勝利 |
| 5    | 11月2日        | 突撃戦車隊の巻               | 広山明志   | 鳥居伸行   | 金子勲   |
| 5    | 11月2日        | 象狩の巻                     | 城山昇     | 山本功     | （不明） |
| 6    | 11月9日        | 一騎打ちの巻                 | 広山明志   | 村山修     | 月川秀茂 |
| 6    | 11月9日        | 飛行機を作れ!                | 城山昇     | 渡辺はじめ | 山岸弘   |
| 7    | 11月16日       | 火事だあ～の巻               | 城山昇     | 岡田宇啓   | （不明） |
| 7    | 11月16日       | 軍事探偵の巻                 | 辻真先     | 村山修     | （不明） |
| 8    | 11月23日       | 雪の進軍の巻                 | 松元力     | 高垣幸蔵   | 楠本勝利 |
| 8    | 11月23日       | 暴れ馬の巻                   | 松元力     | 鳥居伸行   | （不明） |
| 9    | 11月30日       | 迷子の子ザルの巻             | 広山明志   | 鳥居伸行   | 金子勲   |
| 9    | 11月30日       | 清潔検査の巻                 | 大工原正泰 | 村山徹     | 角田利隆 |
| 10   | 12月7日        | 古池や...の巻                | 広山明志   | 鳥居伸行   | （不明） |
| 10   | 12月7日        | 激戦第3高地                  | 松元力     | 山本功     | （不明） |
| 11   | 12月14日       | 母ちゃん!たすけての巻        | 雪室俊一   | 岡田宇啓   | 楠本勝利 |
| 11   | 12月14日       | 斥候の巻                     | 松元力     | 岡田宇啓   | （不明） |
| 12   | 12月21日       | いい湯だぞの巻               | 広山明志   | 山本功     | 鈴木輝昭 |
| 12   | 12月21日       | 面会日の巻                   | 広山明志   | 鳥居伸行   | （不明） |
| 13   | 12月28日       | 西から来た軍曹殿の巻         | 広山明志   | 高垣幸蔵   | （不明） |
| 13   | 12月28日       | 武士のなさけの巻             | 松元力     | 岡田宇啓   | （不明） |
| 14   | 1971年 1月4日  | ぼくは一人ぼっちの巻         | 城山昇     | 山本功     | 山岸弘   |
| 14   | 1971年 1月4日  | 怪獣退治の巻                 | 武田貴美子 | 渡辺はじめ | （不明） |
| 15   | 1月11日        | 大洪水の巻                   | 広山明志   | 岡田宇啓   | 月川秀茂 |
| 15   | 1月11日        | スパイ珍作戦の巻             | 松元力     | 村山徹     | （不明） |
| 16   | 1月18日        | トレーニングコーチの巻       | 城山昇     | 鳥居伸行   | （不明） |
| 16   | 1月18日        | 汝の敵を愛せよの巻           | 広山明志   | 渡辺はじめ | （不明） |
| 17   | 1月25日        | 連隊長殿行方不明の巻         | 広山明志   | 山本功     | 楠本勝利 |
| 17   | 1月25日        | 雪合戦の巻                   | 松元力     | 村山徹     | （不明） |
| 18   | 2月1日         | 不寝番の巻                   | 城山昇     | 村山徹     | 山岸弘   |
| 18   | 2月1日         | 野外演習の巻                 | 広山明志   | 村山徹     | （不明） |
| 19   | 2月8日         | 空とぶ戦車の巻               | 辻真先     | 渡辺はじめ | （不明） |
| 19   | 2月8日         | 射撃演習の巻                 | 辻真先     | 鳥居伸行   | （不明） |
| 20   | 2月15日        | 使命を果せの巻               | 城山昇     | 岡田宇啓   | （不明） |
| 20   | 2月15日        | カッパ沼異変の巻             | 辻真先     | 山本功     | 月川秀茂 |
| 21   | 2月22日        | 寒い国から来た父子の巻       | 城山昇     | 村山徹     | （不明） |
| 21   | 2月22日        | オンボロ軍旗に敬礼の巻       | 鈴樹三千夫 | 高垣幸蔵   | （不明） |
| 22   | 3月1日         | ミコちゃんSOSの巻            | 雪室俊一   | 岡田宇啓   | （不明） |
| 22   | 3月1日         | わんぱく大将がやって来たの巻 | 広山明志   | 村山徹     | 山岸弘   |
| 23   | 3月8日         | 大列車作戦の巻               | 生田直親   | 山本功     | （不明） |
| 23   | 3月8日         | 春よ来いの巻                 | 広山明志   | 鳥居伸行   | 鈴木輝昭 |
| 24   | 3月15日        | ウルトラ大砲の巻             | 広山明志   | 村山徹     | （不明） |
| 24   | 3月15日        | がんばれ二等兵の巻           | 武田貴美子 | 渡辺はじめ | （不明） |
| 25   | 3月22日        | 帰って来た軍曹殿の巻         | 広山明志   | 岡田宇啓   | 山岸弘   |
| 25   | 3月22日        | わんぱく大将捕虜の巻         | 広山明志   | 山本功     | 江口徹   |
| 26   | 3月29日        | 蛇の目傘作戦の巻             | 雪室俊一   | 竹中純     | （不明） |
| 26   | 3月29日        | 男は度胸の巻                 | 鈴樹三千夫 | 村山徹     | （不明） |

#### 放送局（第1作）
- フジテレビ：月曜 19:00 - 19:30
- 札幌テレビ[23]
- 青森放送：金曜 18:00 - 18:30[24]
- 岩手放送：金曜 17:00 - 17:30（1971年10月）[25] → 水曜 17:00 - 17:30（1972年2月 - 3月） - 水曜 16:59 - 17:28（1972年4月） [26]
- 山形テレビ：月曜 19:00 - 19:30[27]
- 仙台放送：月曜 19:00 - 19:30[28]
- 福島中央テレビ：日曜 7:30 - 8:00[29]
- 富山テレビ：月曜 19:00 - 19:30[30]
- 石川テレビ：月曜 19:00 - 19:30[30]
- テレビ西日本

#### 映像ソフト
VHS
年代不明ながら次の4本がビデオソフトされたが、いずれも現在は廃盤になっている。
パワースポーツ企画販売
Vol.1「のらくろの大冒険」
*第1回「大脱走の巻」・「特製胃袋の巻」と、第2回「河童大騒動の巻」・「火薬庫歩哨の巻」を収録。
Vol.2「のらくろの突撃戦車隊」
*第3回「銃剣術の巻」・「防空演習の巻」と、第5回「突撃戦車隊の巻」・「象狩りの巻」を収録。
Vol.3「のらくろの一騎打ち」
*第6回「一騎打ちの巻」・「飛行機を作れの巻」と、第8回「雪の進軍の巻」・「暴れ馬の巻」を収録。
東映ビデオ
「エイケンTVアニメグラフィティ」（1）
*1984年発売。
*第3回Aパート「銃剣術の巻」を収録。
DVD
ニューシネマジャパン
- 2012年発売。

「アニメの王国 のらくろ 01」
- 第1回「大脱走の巻」・「特製胃袋の巻」と、第5回「突撃戦車隊の巻」・「象狩りの巻」を収録。

「アニメの王国 のらくろ 02」
- 第2回「河童大騒動の巻」・「火薬庫歩哨の巻」と、第3回「銃剣術の巻」・「防空演習の巻」を収録。

ベストフィールド
「想い出のアニメライブラリー 第61集 のらくろ DVD-BOX デジタルリマスター版」
- 2016年8月発売。放送終了後45年にしてようやく全話が映像ソフト化された。なおOPフィルムは「再放送版」を使用している。

オープニング・エンディング映像は、1986年に東映ビデオから発売&レンタルされた「TVヒーロー主題歌全集 8（エイケン篇）」（VHS）と、1999年12月より同じく東映ビデオから発売された「エイケンTVアニメ主題歌大全集」（VHS、LD。後にDVDも）に収録されている。しかし収録されたOP映像はオリジナル版ではなく「再放送版」である。
| フジテレビ 月曜19時台前半                                | フジテレビ 月曜19時台前半     | フジテレビ 月曜19時台前半                                      |
| 前番組                                                   | 番組名                        | 次番組                                                         |
| -------------------------------------------------------- | ----------------------------- | -------------------------------------------------------------- |
| 金メダルへのターン! 【木曜19:00に移動】 【ドラマ枠中断】 | のらくろ 【当番組のみアニメ】 | 金メダルへのターン! 【再び木曜19:00より移動】 【ドラマ枠再開】 |

### 第2作（のらくろクン）
1987年10月4日から1988年10月2日までフジテレビ系列で毎週日曜日の18時00分～18時30分に放映された。スタジオぴえろ（現：ぴえろ）制作、全50話。

## レコード
- キングレコード：1932年に児童劇『のらくろのレコード』（講談社編集）10インチ優秀盤として8シリーズ発行。当時『のらくろ二等兵』は4万枚[31]、『のらくろ一等兵』と『のらくろ上等兵』はそれぞれ3万枚以上[32]を売り上げた。今でいう漫画原作のドラマCDにあたる。
- 1976年にキングレコードからLPレコードとして復刻された。
  - のらくろ二等兵  K153
  - のらくろ一等兵  K179
  - のらくろ上等兵  K197
  - のらくろ伍長  K238
  - のらくろ軍曹  K303
  - のらくろ軍事探偵  K418
  - のらくろ小犬時代  K504
  - のらくろ少尉  K559

## モバイル
- スペースアウト・講談社：2003年にアクションシューティングゲーム『猛犬連隊のらくろ』が講談社のモバイルサイトにて配信[33]。